# Edward Tamba Charles
Edward Tamba Charles (ur. 18 kwietnia 1956 w Kainkordu) – duchowny katolicki z Sierra Leone, arcybiskup Freetown od 2011.

## Życiorys

### Prezbiterat
Święcenia kapłańskie otrzymał 4 kwietnia 1986 i został inkardynowany do diecezji Kenema. Przez kilka lat pracował duszpastersko w parafii katedralnej, zaś od 1989 był wykładowcą w sierraleońskich seminariach. W 2000 został rektorem uczelni w Freetown.

### Episkopat
15 marca 2008 papież Benedykt XVI mianował go arcybiskupem Freetown i Bo. Sakry biskupiej udzielił mu 14 maja 2008 ówczesny nuncjusz apostolski w Sierra Leone - arcybiskup tytularny Sulci George Antonysamy. Od 15 stycznia 2011 roku (po wydzieleniu z terenu archidiecezji nowej diecezji Bo) pełni funkcję arcybiskupa Freetown.